# 費爾班克斯 (加利福尼亞州)
費爾班克斯（英語：Fairbanks）是位於美國加利福尼亞州埃爾多拉多縣的一個非建制地區。該地的面積和人口皆未知。

## 地理
費爾班克斯的座標為38°51′57″N 120°40′13″W / 38.86583°N 120.67028°W，而該地的平均海拔高度為1131米（即3711英尺）。